# Martin Deutsch
Martin Deutsch (29 janvier 1917 - 16 août 2002) est un professeur de physique austro-américain au MIT. Il est surtout connu pour être le découvreur du positronium.

## Jeunesse
Deutsch est né à Vienne pendant la Première Guerre mondiale dans une famille juive. Ses deux parents sont médecins; sa mère Helene Deutsch est professeur de psychiatrie à l'Université de Vienne et étudiante et collègue de Sigmund Freud.
En 1934, après la prise du pouvoir par les fascistes en Autriche, Deutsch s'installe à Zurich, en Suisse. Il y termine ses études secondaires et fréquente l'École polytechnique fédérale de Zurich pendant un semestre.
L'année suivante, le jeune Martin Deutsch accompagne sa mère lors d'un voyage aux États-Unis. Au cours de leur voyage aller, les Italiens envahissent l'Éthiopie et la famille décide qu'il vaut mieux se réinstaller en Amérique. Ils déménagent à Cambridge, Massachusetts, où les deux parents sont des psychiatres influents.
Deutsch s'inscrit au MIT, où il excelle en mathématiques et en physique. Il obtient son diplôme de BS en 1937, après deux ans d'études. En 1939, il épouse Suzanne Zeitlin, une Bostonienne d'origine qui venait d'être diplômée du Simmons College avec une maîtrise en travail social. Ils ont deux enfants, L. Peter Deutsch et Nicholas Deutsch. Martin obtient son doctorat en physique en 1941, sous la direction de Robley D. Evans, menant à une thèse intitulée: Une étude des radiations nucléaires au moyen d'un spectromètre à rayons bêta à lentille magnétique..

## Projet Manhattan
Comme Deutsch est encore un sujet allemand en 1941 (l'Allemagne annexe l'Autriche en 1938 ; en vertu des lois de Nuremberg, les Juifs sont déchus de leur citoyenneté et considérés comme des « sujets » du Reich), il est classé par le gouvernement américain comme un étranger ennemi. Deutsch est un antifasciste engagé, et veut aider à l'effort de guerre, et il doit donc attendre deux ans pour recevoir une habilitation de sécurité. Pendant ce temps, il enseigne et fait des recherches au MIT.
Deutsch arrive à Los Alamos en 1943 et commence à travailler en étroite collaboration avec Emilio Segrè sur des problèmes concernant la physique de la fission. Il travaille également avec son futur collègue du MIT, Victor Weisskopf. Il s'avère qu'ils ont fréquenté le même lycée à Vienne, mais pas en même temps: Weisskopf obtient son diplôme l'année où Deutsch entre à l'école.

## Carrière au MIT
Deutsch retourne au MIT en 1946, rejoignant ses collègues de Los Alamos Victor Weisskopf et Bruno Rossi. L'un de ses étudiants est Henry Kendall, qui remporte le prix Nobel de physique en 1990. Il recrute également Samuel Ting à la faculté; Ting reçoit le prix Nobel de physique en 1976.
En 1951, Deutsch mesure et confirme l'existence du positronium, un état lié d'électrons et de positrons tourbillonnant les uns autour des autres. Les propriétés du positronium sont prédites par Carl David Anderson de Caltech en 1932.
Le prix étudiant Martin Deutsch est créé en 1987 pour récompenser le travail expérimental exceptionnel d'un étudiant diplômé en physique du MIT.
Deutsch est décédé en 2002 à son domicile de Cambridge, Massachusetts.